# Delticom

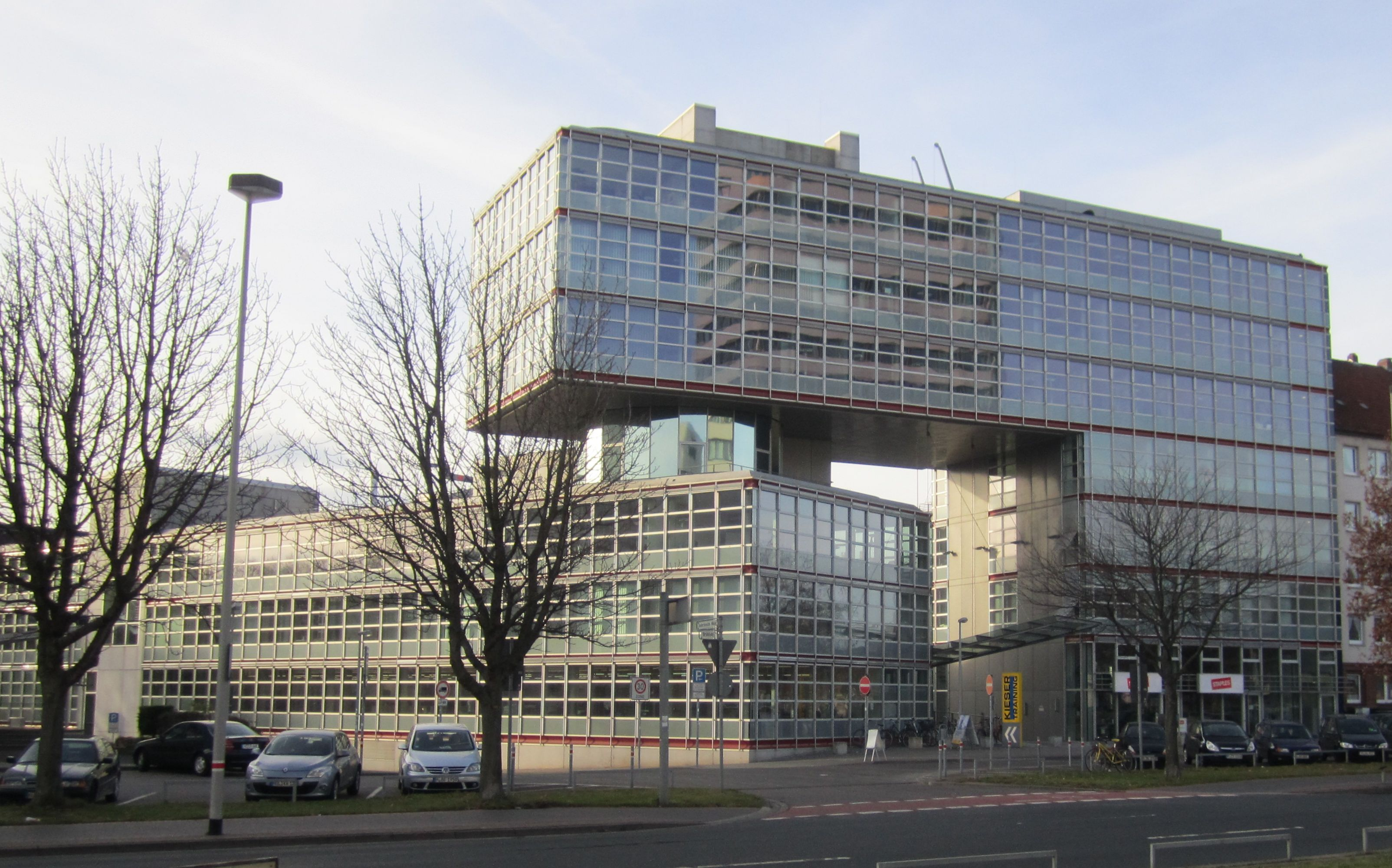
Sede da empresa em Hanover

A Delticom AG com sede em Hanover é um empresa de comercialização de pneus online com cotação na bolsa. A empresa oferece uma variedade de pneus de automóveis e motos e respetivos acessórios de acordo com o ramo a clientes particulares e empresariais em 140 lojas-online em 42 países. Com mais de 500 Mio. € de volume de negócios p.a., a Delticom é a maior empresa online de comercialização de pneus.

## História
Em 1999 Rainer Binder e Andreas Prüfer, dois ex-gerentes da Continental AG, criaram a Delticom em Hanover.
No ano 2000 a Delticom AG iniciou em conjunto com a ReifenDirekt.de a sua primeira loja-online para clientes finais e em junho do mesmo ano em conjunto com a Autoreifenonline.de seguiu-se a estreia para clientes empresariais. Em agosto de 2001 a Delticom abriu a sua primeira filial, a "Delticom Ltd" no Reino Unido e inaugurou a primeira loja-online de pneus no espaço fora da língua alemã. Em outubro de 2004 a Delticom expandiu-se para Portugal e abriu a sua loja-online pneucity.com.
Em Abril de 2002 a Delticom foi nomeada para o Prémio Alemão de Fundadores - a empresa estava no top três da categoria "Promissor". A partir de 2003 a Delticom alargou a sua oferta de pneus para óleos de motor, baterias de motos, sistemas de suporte de tejadinho e traseiros assim como peças sobresselentes para automóveis. Em novembro a Delticom ganhou o Prémio Alemão de Internet 2003 e recebeu um prémio monetário para o conceito de comercialização de pneus pela internet. Depois em dezembro a Delticom recebeu o World Summit Award 2003.
Em setembro de 2004 a Delticom AG ganhou novos investidores: a Nord Holding e a RBK (ambas de Hanover), que passam a apoiar novos planos de expansão internacional. Em outubro de 2004 a Delticom ganhou de novo um prémio e atingiu o terceiro lugar do concurso "Deloitte Technology Fast50" de 2004. A empresa foi distinguida por pertencer às empresas tecnológicas alemãs sem cotação na bolsa com crescimento mais rápido.
Desde 26 de outubro de 2006 que a Delticom está cotada na bolsa alemã em Frankfurt no prime standard (WKN 514680, ISIN DE0005146807, abreviatura de bolsa DEX). De 19/12/2008 a 22/06/2015 as ações da Delticom têm participação na SDAX. A ação vem também listada no índice de ações da Baixa Saxónia Nisax20.
Em setembro de 2013 a Delticom comprou a empresa concorrente Tirendo por cerca de 50 milhões de euros.

## Filiais

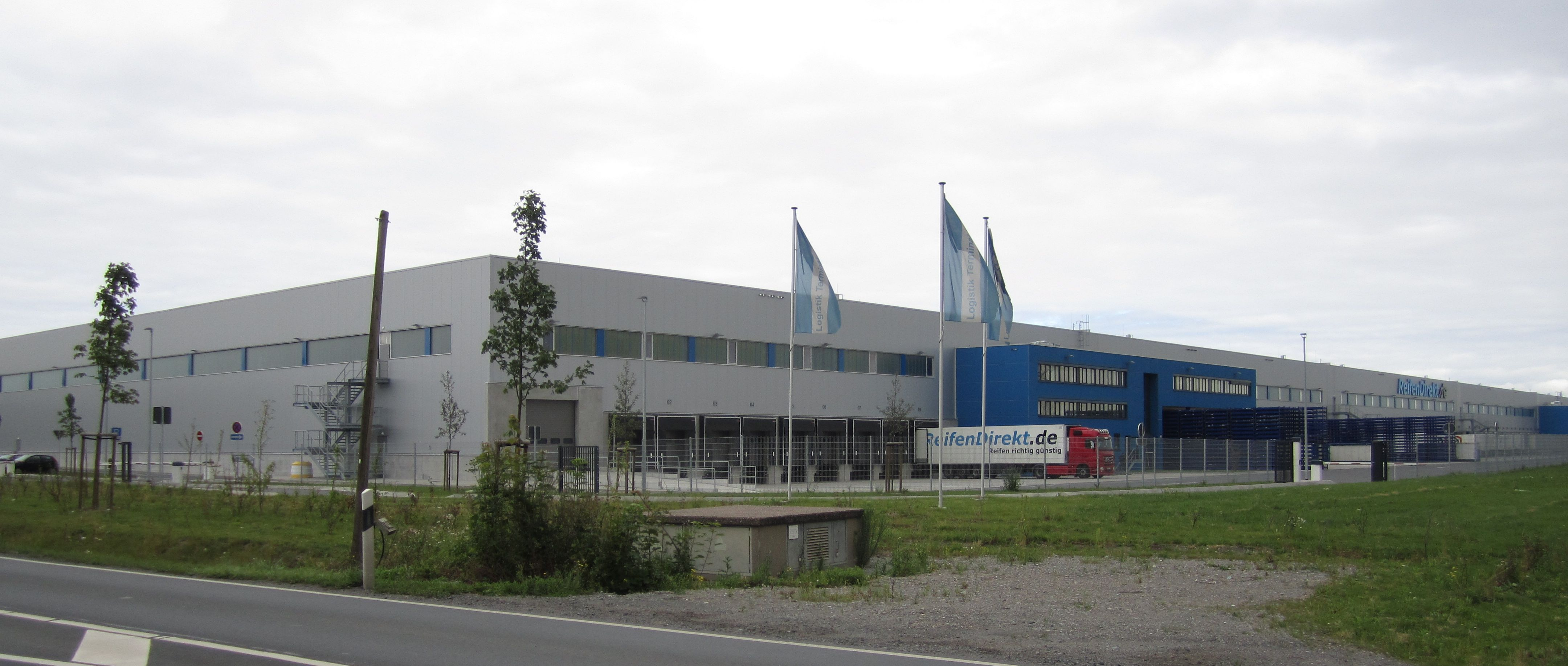
Armazém de Reifendirekt em Höver junto a Hanover

À Delticom AG pertencem as seguintes filiais:
- Delticom North America Inc., Benicia (Califórnia, EUA)
- Delticom OE S.R.L., Timisoara (Roménia)
- Delticom Tyres Ltd., Oxford (Reino Unido)
- Deltiparts GmbH, Hannover (Alemanha)
- Giga GmbH, Hamburg (Alemanha)
- Pnebo Gesellschaft für Reifengroßhandel und Logistik mbH, Hannover (Alemanha)
- Reife tausend1 GmbH, Hannover (Alemanha)
- Tirendo Deutschland GmbH, Berlin (Alemanha)
- Tirendo Holding GmbH, Berlin (Alemanha)
- TyresNET GmbH, Munique (Alemanha)
- Tyrepac Pte. Ltd., Cingapura
- Wholesale Tire and Automotive Inc., Benicia (Califórnia, EUA)

## Empenho
A Delticom empenha-se, entre outras coisas, na promoção de start-ups jovens e doou em 2006 o prémio especial do concurso de fundadores "Iniciar com êxito o ECommerce – com Multimedia" do Ministério Alemão Federal da Economia e Tecnologia.